# MusicMan

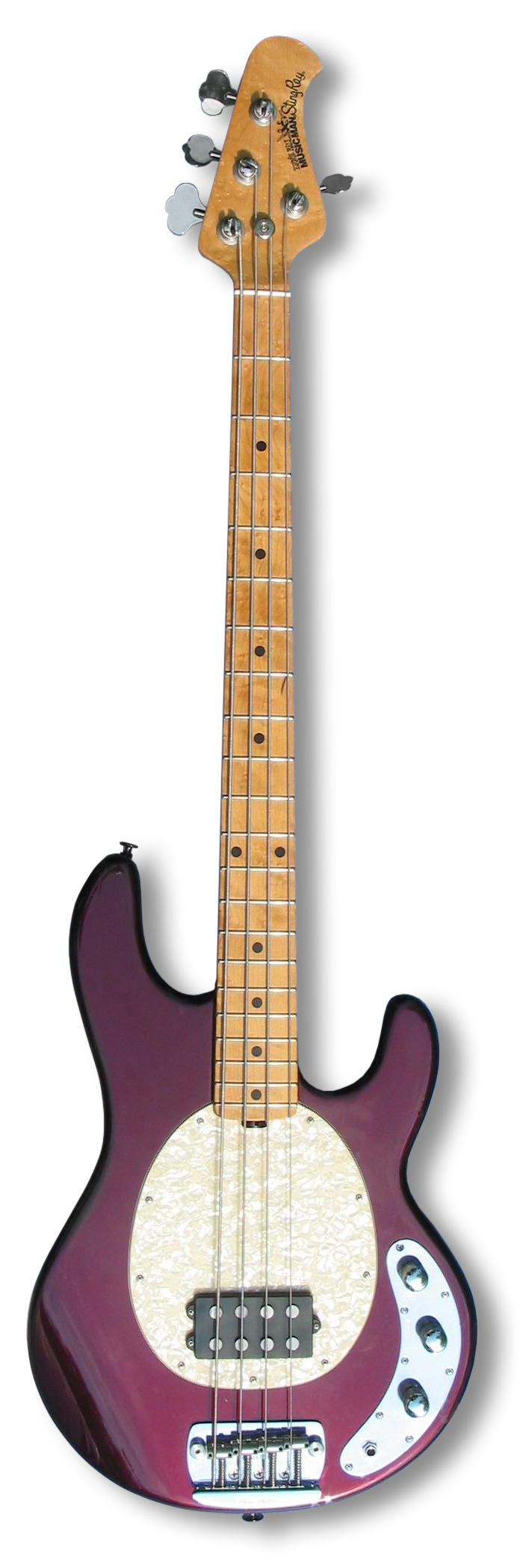
MusicMan model Stingray

Music Man je americká firma, která vyrábí kytary, basové kytary a zesilovače. Jedná se o pobočku divize Ernie Ball.

## Umělci, kteří používají nástroje MusicMan

### Basové kytary
- Johnny Christ (Avenged Sevenfold)
- Rex Brown (Pantera)
- Justin Chancellor (Tool)
- Tim Commerford (Rage Against the Machine, Audioslave)
- John Deacon (Queen)
- Kim Deal, (Pixies, The Breeders)
- Bernard Edwards (Chic)
- Flea (Red Hot Chili Peppers)
- Paulo Salvador (CCVA Benavente)
- Simon Gallup (The Cure)
- Teddy Gentry (Alabama)
- Tom Hamilton (Aerosmith)
- Rick James
- Louis Johnson (The Brothers Johnson)
- Dave Larue (Steve Morse Band, The Dixie Dregs, Bruce Hornsby)
- Tony Levin (Alice Cooper, King Crimson, John Lennon, Peter Gabriel, Liquid Tension Experiment)
- Charles Meeks (Chuck Mangione)
- John Myung (Dream Theater)
- Gord Sinclair (The Tragically Hip)
- Rob Trujillo (Metallica, Suicidal Tendencies, Ozzy Osbourne)
- Ross Valor (Journey)
- Cliff Williams (AC / DC)
- Matt Wong (Reel Big Fish)
- Dave Farrell (Linkin Park)
- Mike Herrera (MxPx)

### Kytary
- Rob Baker (The Tragically Hip, Stripper 's Union Local 518)
- Albert Lee
- Steve Lukather (Toto)
- Vinnie Moore (UFO, sólový umělec)
- Steve Morse (Dixie Dregs, Deep Purple)
- John Petrucci (Dream Theater, Liquid Tension Experiment, sólový umělec)
- Keith Richards (The Rolling Stones, X-pensive Winos)
- Ron Wood (The Rolling Stones)
- David Gilmour (Pink Floyd)
- Randy Owen (Alabama)
- Jeff Cook (Alabama)
- Eddie Van Halen (Van Halen)
- John Fogerty

### Zesilovače
- Chet Atkins
- Eric Clapton
- Albert Lee
- Robbie Robertson
- Tom Verlaine
- Johnny Winter
- Alabama

## MusicMan elektrické kytary
- Albert Lee
- Albert Lee BFR
- Axis
- Axis BFR
- Axis Super Sport
- John Petrucci 6 String Modell
- John Petrucci 7 String Modell
- John Petrucci BFR
- John Petrucci BFR 6 Baritone
- John Petrucci BFR 7
- Luke
- Luke BFR
- Silhouette Double Neck
- Silhouette
- Silhouette Gold Roller
- Silhouette Special
- Steve Morse
- Steve Morse Y2D
- MusicMan 2008 Limited Edition

## MusicMan basové kytary
- Stingray
- Sabre
- Sabre II
- Cutlass
- Stingray 5
- Sterling
- Bongo
- SUB
- SUB Sterling